# Андерсон, Кевин (эстонский футболист)
Кевин Андерсон (эст. Kevin Anderson; 10 ноября 1993, Тарту) — эстонский футболист, центральный защитник.

## Биография
Воспитанник тартуских клубов «Таммека» и «Вялк 494». С 2010 года выступал на взрослом уровне за второй состав «Таммеки» во второй и первой лигах Эстонии. В ходе сезона 2013 года был переведён в основной состав «Таммеки». Дебютный матч в высшей лиге Эстонии сыграл 18 июня 2013 года против таллинского «Калева», заменив на 94-й минуте Тауно Текко. В том же сезоне сыграл свои первые матчи в стартовом составе, а со следующего года стал регулярным игроком основы. Первый гол в высшей лиге забил 11 марта 2017 года в ворота «Вапруса». Финалист Кубка Эстонии 2016/17. По состоянию на конец 2022 года сыграл более 200 матчей за «Таммеку» в высшей лиге.
Одновременно с выступлениями в футболе работает на металлургическом заводе в Тарту.

## Личная жизнь
Брат Крис (род. 1992) также футболист, сыграл 33 матча в высшем дивизионе Эстонии.